# 나이토 마사노부 (1740년)
나이토 마사노부(일본어: 内藤政業, 1740년 ~ 1769년?)는 일본 에도 시대의 다이묘로, 유나가야번의 5대 번주이다. 다른 이름은 스케나가(亮長)이며 어릴적 이름은 긴이치로(銀一郎)이다. 관위는 종5위하, 하리마노카미이다.
4대 번주 나이토 마사아쓰의 맏아들로 태어났다. 1741년, 아버지가 사망하면서 두 살의 나이로 그 뒤를 이었다. 성장하여 1755년 음력 11월에 쇼군 도쿠가와 이에시게를 알현하였고, 이듬해 음력 12월에 관직을 서임받았다. 그러나 1761년 음력 11월 14일, 양자 나이토 사다요시에게 가문을 물려주고 은거하였는데, 아내도 자식도 없는 그가 왜 22세의 젊은 나이로 은퇴했는지에 대해서는 알려져 있지 않다. 죽은 해도 정확하지 않은데, 1769년에 죽었다는 설이 유력하나 1811년까지 생존했다고도 한다.
| 전임 나이토 마사아쓰 | 제5대 유나가야번 번주 1741년 ~ 1761년 | 후임 나이토 사다요시 |